# 이미지 센서

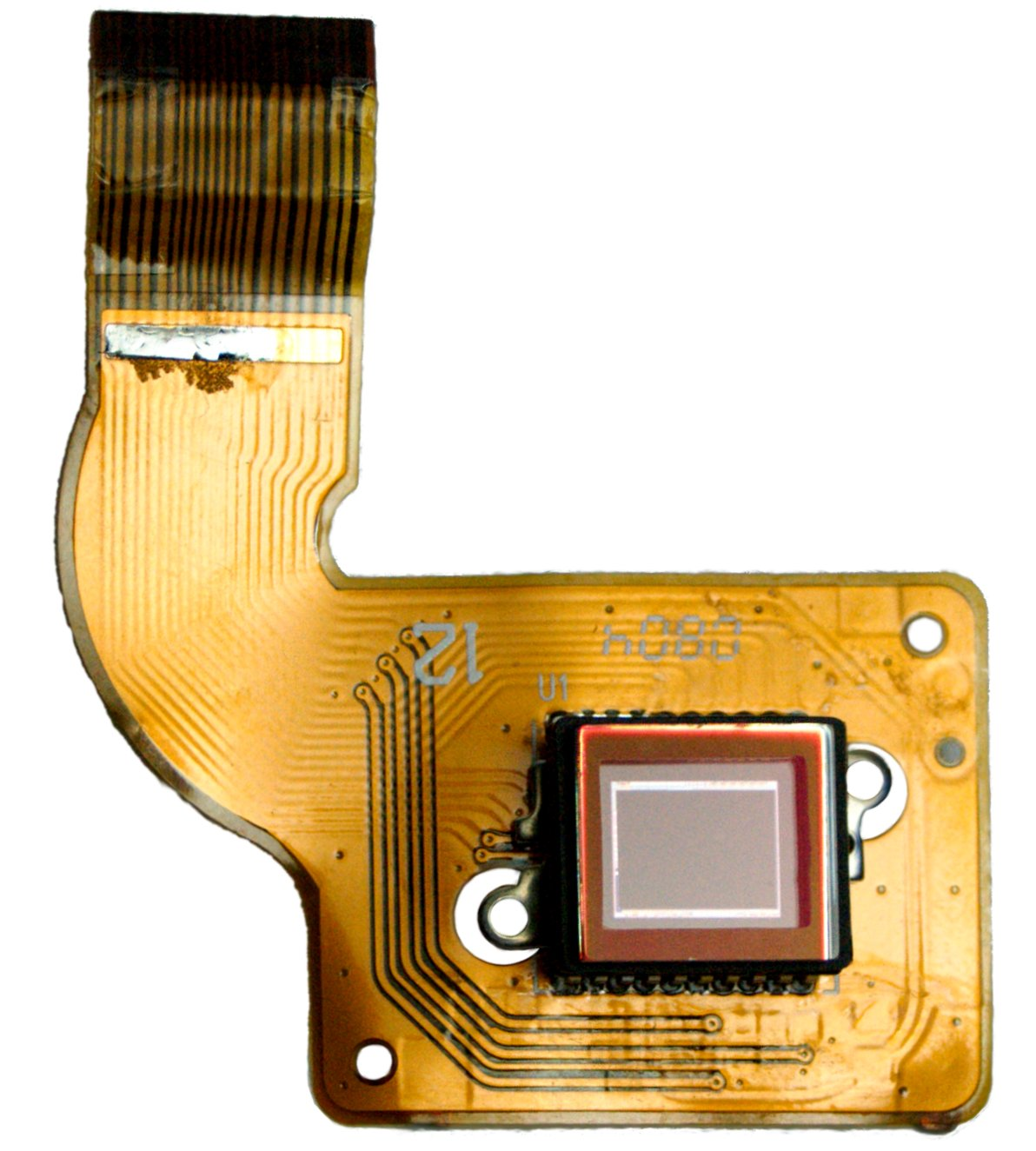
CCD 이미지 센서

이미지 센서(image sensor) 또는 이미저(imager)는 이미지를 형성하는 데 사용되는 정보를 감지하고 전달하는 장치이다. 이는 빛의 파동이 물체를 통과하거나 반사될 때 발생하는 가변적인 감쇠를 정보가 담긴 작은 전류 신호로 변환하여 이루어진다. 이 파동은 빛 또는 다른 전자기파일 수 있다. 이미지 센서는 디지털 카메라, 카메라 모듈, 카메라폰, 광마우스 장치, 의학촬영 장비, 열화상 장치와 같은 야간 시력 장비, 레이더, 소나 등을 포함한 아날로그 회로 및 디지털 회로 유형의 전자 이미징 장치에 사용된다. 기술 변화에 따라 전자 및 디지털 이미징은 화학 및 아날로그 이미징을 대체하는 경향이 있다.
전자 이미지 센서의 두 가지 주요 유형은 전하결합소자(CCD)와 액티브 픽셀 센서(CMOS 센서)이다. CCD 및 CMOS 센서는 모두 금속 산화물 반도체(MOS) 기술을 기반으로 하며, CCD는 MOS 커패시터를 기반으로 하고 CMOS 센서는 MOSFET(MOS 전계 효과 트랜지스터) 앰프를 기반으로 한다. 보이지 않는 복사를 위한 아날로그 센서는 다양한 종류의 진공관을 사용하는 경향이 있는 반면, 디지털 센서에는 평판형 검출기가 포함된다.

## CCD 대 CMOS 센서

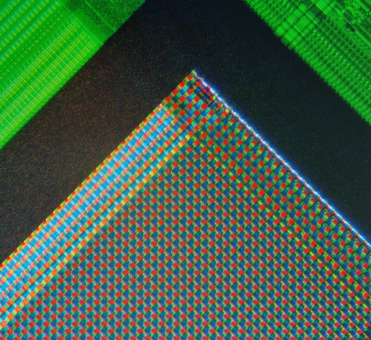
웹캠 디지털 카메라의 광센서 배열 코너 현미경 사진

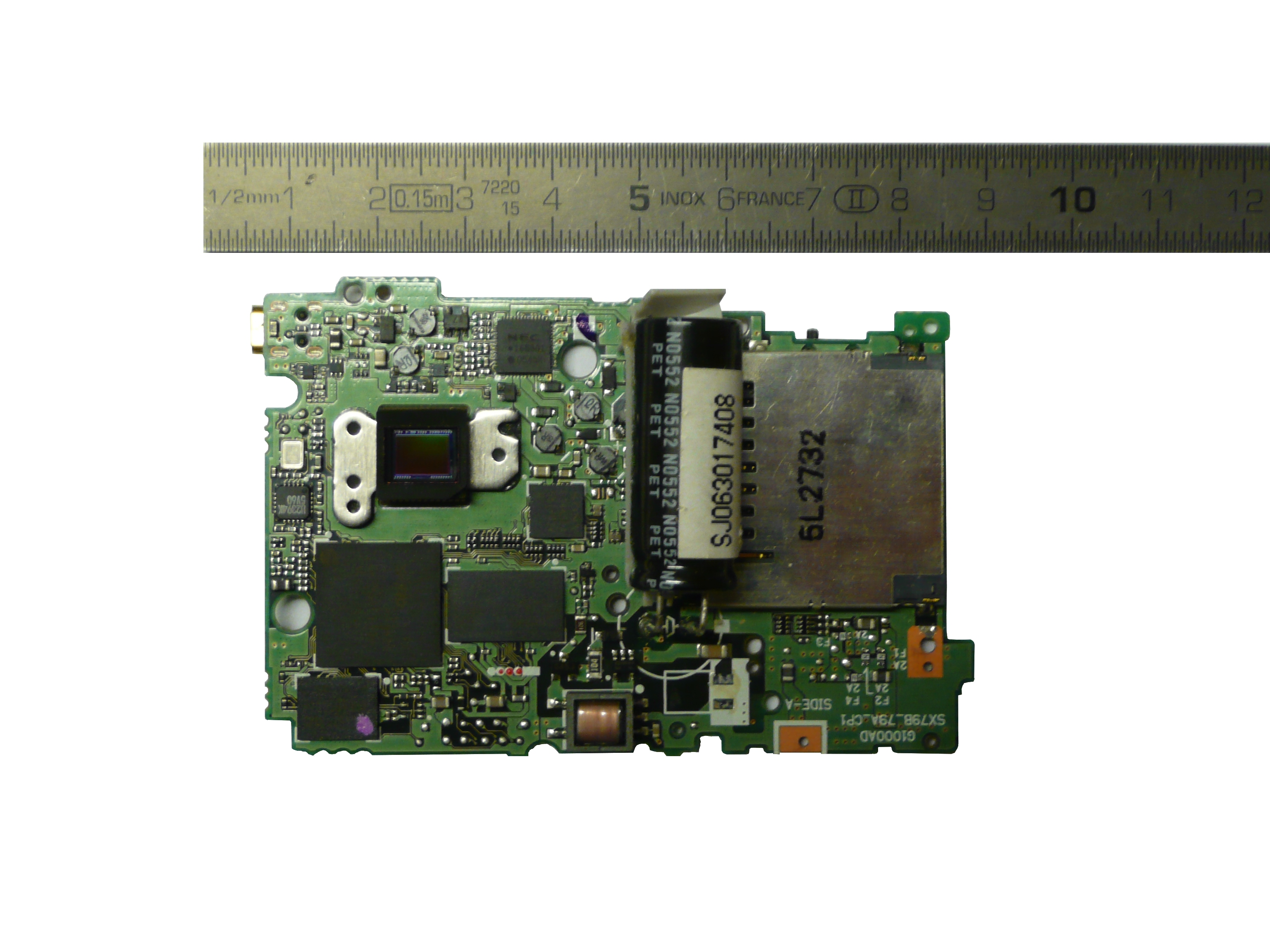
의 메인보드에 있는 이미지 센서(왼쪽 상단)

두 가지 주요 유형의 디지털 이미지 센서는 전하결합소자(CCD)와 액티브 픽셀 센서(CMOS 센서)이며, 상보성 금속 산화물 반도체(CMOS) 또는 N형 MOS (NMOS 또는 Live MOS) 기술로 제조된다. CCD 및 CMOS 센서는 모두 MOS 기술을 기반으로 하며, MOS 커패시터는 CCD의 구성 요소이고, MOSFET 앰프는 CMOS 센서의 구성 요소이다.
소형 소비자 제품에 통합된 카메라는 일반적으로 CMOS 센서를 사용하는데, 이는 CCD보다 저렴하고 배터리 구동 장치에서 전력 소비가 낮다. CCD 센서는 고급 방송용 비디오 카메라에 사용되며, CMOS 센서는 정지 사진 및 전체 비용이 중요한 소비자 가전 제품에서 지배적이다. 두 가지 유형의 센서 모두 빛을 포착하여 전기 신호로 변환하는 동일한 작업을 수행한다.
CCD 이미지 센서의 각 셀은 아날로그 장치이다. 빛이 칩에 닿으면 각 광센서에 작은 전하로 저장된다. (하나 이상의) 출력 앰프에 가장 가까운 픽셀 라인의 전하가 증폭되어 출력된 다음, 각 픽셀 라인은 전하를 앰프에 한 라인 더 가깝게 이동하여 앰프에 가장 가까운 빈 라인을 채운다. 이 과정은 모든 픽셀 라인의 전하가 증폭되고 출력될 때까지 반복된다.
CMOS 이미지 센서는 CCD의 몇 안 되는 앰프와 비교하여 각 픽셀에 앰프를 가지고 있다. 이로 인해 CCD보다 광자 포착 영역이 줄어들지만, 각 포토다이오드 앞에 마이크로렌즈를 사용하여 이 문제를 극복했다. 마이크로렌즈는 그렇지 않았다면 앰프에 부딪혀 감지되지 않았을 빛을 포토다이오드로 집중시킨다. 일부 CMOS 이미징 센서는 또한 이면조사를 사용하여 포토다이오드에 도달하는 광자 수를 늘린다. CMOS 센서는 CCD 센서보다 적은 구성 요소로 구현될 수 있고, 전력을 덜 사용하며, 더 빠른 판독 속도를 제공할 수 있다. 또한 정전기 방전에 덜 취약하다.
또 다른 설계인 하이브리드 CCD/CMOS 아키텍처("sCMOS"라는 이름으로 판매)는 CMOS 판독 집적 회로(ROIC)로 구성되며, 이는 CCD 이미징 기판에 범프 본딩되어 있다. 이 기술은 적외선 staring array를 위해 개발되었으며 실리콘 기반 검출기 기술에 적용되었다. 또 다른 접근 방식은 현대 CMOS 기술에서 사용할 수 있는 매우 미세한 치수를 활용하여 CMOS 기술에서 CCD와 같은 구조를 완전히 구현하는 것이다. 이러한 구조는 개별 폴리실리콘 게이트를 매우 작은 간격으로 분리함으로써 달성할 수 있다. 비록 여전히 연구 대상이지만, 하이브리드 센서는 CCD 및 CMOS 이미저의 이점을 모두 활용할 수 있는 잠재력을 가지고 있다.

## 성능
이미지 센서의 성능을 평가하는 데 사용할 수 있는 많은 매개변수가 있는데, 여기에는 동적 범위, 신호 대 잡음비 및 저조도 감도가 포함된다. 유사한 유형의 센서의 경우, 크기가 증가함에 따라 신호 대 잡음비와 동적 범위가 향상된다. 이는 주어진 통합(노출) 시간 동안 더 많은 광자가 더 넓은 영역의 픽셀에 도달하기 때문이다.

## 노출 시간 제어
이미지 센서의 노출 시간은 일반적으로 필름 카메라와 같은 재래식 기계식 셔터 또는 전자 셔터로 제어된다. 전자 셔터는 전체 이미지 센서 영역의 광전자 축적이 동시에 시작되고 멈추는 "전역(글로벌)" 방식이거나, 각 행의 노출 간격이 해당 행의 판독에 바로 선행하는 "롤링" 방식일 수 있는데, 이 과정은 이미지 프레임을 가로질러 (일반적으로 가로 형식에서 위에서 아래로) "롤링"한다. 전역 전자 셔터는 덜 일반적인데, 노출 간격이 끝날 때부터 판독 과정이 시작될 때까지(일반적으로 몇 밀리초 후) 전하를 유지하기 위한 "저장" 회로가 필요하기 때문이다.

## 색 분리

센서 프로파일의 베이어 패턴

색 감지를 위한 포베온의 수직 필터링 방식

색상 분리 메커니즘 유형에 따라 여러 가지 주요 유형의 컬러 이미지 센서가 있다.
- 통합 컬러 센서[12]는 단일 흑백 CCD 또는 CMOS 이미지 센서 위에 제작된 컬러 필터 배열을 사용한다. 가장 일반적인 컬러 필터 배열 패턴인 베이어 패턴은 각 빨간색 및 파란색 픽셀에 대해 두 개의 녹색 픽셀로 이루어진 바둑판식 배열을 사용하지만, 시안, 마젠타, 노랑, 흰색 픽셀을 사용하는 패턴을 포함하여 다른 많은 컬러 필터 패턴이 개발되었다.[13] 통합 컬러 센서는 처음에 흑백 CCD 센서 위에 코팅된 폴리머 수신 레이어에 포토레지스트 창을 통해 착색된 염료를 전사하여 제조되었다.[14] 각 픽셀이 단일 색상(예: 녹색)만 제공하므로 픽셀의 "누락된" 색상 값(예: 빨간색 및 파란색)은 인접 픽셀을 사용하여 보간된다.[15] 이 처리는 또한 디모자이싱 또는 디베이어링이라고도 한다.
- 포베온 X3 센서는 계층화된 픽셀 센서 배열을 사용하여 실리콘의 고유한 파장 의존적 흡수 특성을 통해 빛을 분리함으로써 모든 위치에서 세 가지 색상 채널을 모두 감지한다. 이 방법은 사진용 컬러 필름이 작동하는 방식과 유사하다.
- 3CCD는 세 개의 개별 이미지 센서를 사용하며, 다이크로익 프리즘으로 색상 분리를 한다. 다이크로익 요소는 더 선명한 색상 분리를 제공하여 색상 품질을 향상시킨다. 각 센서는 통과대역 내에서 동일하게 민감하며, 전체 해상도에서 3CCD 센서는 더 나은 색상 품질과 더 나은 저조도 성능을 제공한다. 3CCD 센서는 완전한 4:4:4 신호를 생성하며, 이는 텔레비전 방송, 영상 편집 및 크로마키 시각 효과에 선호된다.

## 특수 센서

ESO의 HAWK-I(극저온 광각 이미저)가 촬영한 오리온 성운의 적외선 모습

특수 센서는 다중 스펙트럼 이미지 생성, 비디오 후두경, 감마카메라, 평판형 검출기 및 엑스선용 기타 센서 배열, 열화상의 마이크로볼로미터 배열, 천문학용 기타 고감도 배열과 같은 다양한 응용 분야에 사용된다.
일반적으로 디지털 카메라가 평면 센서를 사용하는 반면, 소니는 2014년에 평면 센서에서 발생하는 페츠발 상면만곡을 줄이거나 없애기 위해 곡면 센서를 시제품으로 만들었다. 곡면 센서를 사용하면 렌즈의 길이와 직경이 더 짧아지고 작아지며, 요소와 구성 요소가 줄어들고 더 큰 조리개와 사진 가장자리에서의 빛 감소가 줄어든다.

## 역사
가시광선을 위한 초기 아날로그 센서는 비디오 카메라 튜브였다. 이는 1930년대에 시작되었고 1980년대까지 여러 유형이 개발되었다. 1990년대 초까지 현대적인 고체 CCD 이미지 센서로 대체되었다.
현대 고체 상태 이미지 센서의 기반은 MOS 기술로, 이는 마틴 아탈라와 강대원이 1959년 벨 연구소에서 MOSFET을 발명하면서 시작되었다. MOS 기술에 대한 후속 연구는 전하결합소자(CCD) 및 이후 액티브 픽셀 센서(CMOS 센서)를 포함한 고체 반도체 이미지 센서 개발로 이어졌다.
수동 픽셀 센서(PPS)는 액티브 픽셀 센서(APS)의 전신이다. PPS는 앰프 없이 판독되는 수동 픽셀로 구성되며, 각 픽셀은 광다이오드와 MOSFET 스위치로 이루어져 있다. 이는 P-N 접합, 통합 축전기, 선택 트랜지스터로서의 MOSFET을 포함하는 포토다이오드 어레이의 일종이다. 포토다이오드 어레이는 1968년 G. Weckler가 제안했다. 이것이 PPS의 기반이 되었다. 이러한 초기 포토다이오드 어레이는 복잡하고 비실용적이었으며, 각 픽셀 내부에 선택 트랜지스터와 온칩 멀티플렉서 회로를 제작해야 했다. 포토다이오드 어레이의 잡음 또한 성능에 한계가 있었는데, 포토다이오드 판독 버스 캐패시턴스가 잡음 수준을 증가시켰기 때문이다. 상관 이중 샘플링(CDS)도 외부 주기억장치 없이는 포토다이오드 어레이와 함께 사용할 수 없었다. 그러나 1914년 부영사 칼 R. 루프(Carl R. Loop)는 아치볼드 M. 로우의 텔레비스타 시스템에 대한 영사 보고서에서 "전송 스크린의 셀레늄은 어떤 반자성 물질로든 대체될 수 있다"고 국무부에 보고했다.
2022년 6월, 삼성전자는 2억 화소 이미지 센서를 개발했다고 발표했다. 200MP ISOCELL HP3는 0.56마이크로미터 화소를 가지고 있으며, 삼성은 이전 센서가 0.64마이크로미터 화소를 가졌다고 보고했는데, 이는 2019년 이후 12% 감소한 수치이다. 새로운 센서는 1-by-1.4-인치 (25 by 36 mm) 렌즈에 2억 화소를 포함한다.

### 전하결합소자
전하결합소자(CCD)는 1969년 벨 연구소에서 윌러드 보일과 조지 E. 스미스에 의해 발명되었다. MOS 기술을 연구하던 중, 그들은 전하가 자기 거품의 유사체이며 작은 MOS 축전기에 저장될 수 있다는 것을 깨달았다. MOS 축전기를 한 줄로 만드는 것이 상당히 간단했기 때문에, 그들은 전하가 다음으로 단계별로 이동할 수 있도록 적절한 전압을 연결했다. CCD는 나중에 텔레비전 방송을 위한 최초의 디지털 비디오 카메라에 사용된 반도체 회로이다.
초기 CCD 센서는 셔터 랙으로 어려움을 겪었다. 이는 핀드 포토다이오드(PPD)의 발명으로 상당 부분 해결되었다. 1980년 NEC의 테라니시 노부카즈, 히로미쓰 시라키, 야스오 이시하라가 발명했다. 이는 낮은 랙, 낮은 잡음, 높은 양자효율 및 낮은 암전류를 가진 광검출기 구조였다. 1987년, PPD는 대부분의 CCD 장치에 통합되기 시작하여 가전제품 비디오 카메라와 이후 디지털 카메라의 필수 요소가 되었다. 그 이후로 PPD는 거의 모든 CCD 센서와 CMOS 센서에 사용되어 왔다.

### 액티브 픽셀 센서
NMOS 액티브 픽셀 센서(APS)는 1980년대 중반 일본의 올림푸스에 의해 발명되었다. 이는 MOS 반도체 제조의 발전으로 가능해졌으며, MOSFET 스케일링이 더 작은 마이크론 및 서브마이크론 수준에 도달했다. 최초의 NMOS APS는 1985년 올림푸스의 쓰토무 나카무라 팀에 의해 제작되었다. CMOS 액티브 픽셀 센서(CMOS 센서)는 나중에 1993년 미국 항공 우주국 제트추진연구소의 과학자 그룹에 의해 개선되었다. 2007년까지 CMOS 센서의 판매량은 CCD 센서를 넘어섰다. 2010년대에 이르러 CMOS 센서는 모든 새로운 응용 분야에서 CCD 센서를 크게 대체했다.

### 기타 이미지 센서
1975년 최초의 상업용 디지털 카메라인 크로멤코 사이클롭스는 32x32 MOS 이미지 센서를 사용했다. 이는 변형된 MOS 동적 RAM (DRAM) 메모리 칩이었다.
MOS 이미지 센서는 광마우스 기술에 널리 사용된다. 1980년 제록스의 리처드 F. 라이언이 발명한 최초의 광마우스는 5μm NMOS 집적 회로 센서 칩을 사용했다. 1999년에 출시된 최초의 상업용 광마우스인 인텔리마우스 이후, 대부분의 광마우스 장치는 CMOS 센서를 사용한다.
2018년 2월, 다트머스 대학교 연구원들은 QIS(Quanta Image Sensor)라고 불리는 새로운 이미지 센싱 기술을 발표했다. QIS 칩은 픽셀 대신 연구원들이 "점(jot)"이라고 부르는 것을 가지고 있다. 각 점은 광자라고 불리는 단일 빛 입자를 감지할 수 있다.

## 같이 보기
- 광전 효과
- 촬상관 (撮像管)
- 다이오드
- CCD 이미지 센서
- 액티브 픽셀 센서(APS, CMOS 이미지 센서)
- 슈퍼 CCD 허니컴(super CCD honeycomb)
- SuperHADCCD
- LBCAST
- νMaicovicon
- Foveon X3
- 텔레비전 카메라
- 디지털 카메라
- 이미지 스캐너